# Município de Bowling Green (condado de Marion, Ohio)
Localização do Ohio nos E.U.A.
O município de Bowling Green (em inglês: Bowling Green Township) é um município localizado no condado de Marion no estado estadounidense de Ohio. No ano 2010 tinha uma população de 650 habitantes e uma densidade populacional de 9,08 pessoas por km².

## Geografia
O município de Bowling Green encontra-se localizado nas coordenadas 40° 32′ 22″ N, 83° 22′ 03″ O. Segundo o Departamento do Censo dos Estados Unidos, o município tem uma superfície total de 71.58 km², da qual 71,58 km² correspondem a terra firme e (0 %) 0 km² é água.

## Demografia
Segundo o censo de 2010, tinha 650 pessoas residindo no município de Bowling Green. A densidade de população era de 9,08 hab./km².